# Лазарус I фон Андлау
Лазарус I фон Андлау (на немски: Lazarus I von Andlau; † между 9 август 1494 и 12 януари 1495) е благородник от род Андлау от Долен Елзас/Гранд Ест, годсподар на Витенхайм, губернатор в Австрия.
Той е син на Валтер II фон Андлау, господар на Бутенхайм († 1433) и съпругата му Маргарета фом Хуз-Витенхайм († 1424), дъщеря на Хартунг фом Хуз († сл. 1404) и Гизела фон Блуменек († сл. 1404). Внук е на Хайнрих VII (Щолцман) фон Андлау († 1426) и Клара фон Ратолдсдорф († сл. 1394).
Брат е на Ханс I фон Андлау († 1461), Петерман VI фон Андлау, господар на Хомбург и Бутенхайм († 1470), и на Урсула фон Андлау († 1464), омъжена за Фридрих фом Хуз († 1464).
През 1676 г. император Леополд I издига рода на имперски фрайхер. През 1773 г. Луи XV одобрява „бароната“ на цялата фамилия. През 1750 г. някои клонове на фамилията са издигнати на френски граф.

## Фамилия
Лазарус I фон Андлау се жени за Юдит фон Рамщайн († пр. 12 януари 1495), дъщеря на Хайнрих фон Рамщайн, губернатор на Раполтщайн († 1471) и Агнес фон Ефринген († сл. 1469). Те имат шест деца:
- (Ханс) Руланд I фон Андлау († 18 март 1525/20 април 1532), женен за Барбара фон Лаубенберг или София фон Блуменек; има син
- Лудвиг IV фон Андлау († 1509, погребан във Витенхайм), женен за Урсула фон Лауфен († сл. 1504)
- Ханс III фон Андлау († 12 март 1520, погребан в Шьоненщайнбах), женен за Маргарета фон Пфирт
- Мергелин (Маргарета) фон Андлау, омъжена за Хайнрих Ветцел от Марсилия, господар в Сен Кроа (* пр. 1466; † сл. 1512)
- Агнес фон Андлау († сл. 12 януари 1495), омъжена за Каспар Цорн фон Булах († ок. 1526)
- Вероника фон Андлау († 1496, погребана в „Св. Георг“, Хагенау), омъжена 1473 г. за Якоб II фон Флекенщайн († 5 август 1514)